# سیسکو (مینه‌سوتا)
سیسکو (به انگلیسی: Cisco) یک منطقهٔ مسکونی در ایالات متحده آمریکا است که در Badger Township واقع شده‌است.